# Cœurs meurtris
Pour l’article homonyme, voir A Girl of the Limberlost (film, 1924).
Pour plus de détails, voir Fiche technique et Distribution.
Cœurs meurtris (A Girl of the Limberlost) est un film américain en noir et blanc réalisé par Christy Cabanne, sorti en 1934.
Il s'agit de la seconde adaptation au cinéma du roman du même non de Gene Stratton-Porter (1909)

## Synopsis
Elnora Comstock, fille  de Katherine Comstock, est maltraitée par sa mère, qui la blâme depuis toujours car son père s'est noyé alors qu'il rentrait chez lui la nuit de la naissance de sa fille. Elle trouve réconfort auprès de Margaret et Westley Sinton, un couple de voisins sans enfant, qui l'aident à payer ses frais de scolarité, tout comme la riche Mme Parker, qui s'intéresse à la jeune fille talentueuse. Elle rencontre Phillip Ammon, le neveu du Dr Ammon, dont elle tombe amoureux, mais apprend qu'il est déjà fiancé. L'argent qu'Elnora a économisé pour ses études vient à être volé, et lorsque Mme Comstock va le récupérer auprès d'un suspect, elle apprend également la duplicité de son mari, qui avait courtisé une femme voisine la nuit où il s'est noyé. Elle demande pardon à Elnora, et la romance d'Elnora et Phillip peut à présent s'épanouir.

## Fiche technique
- Titre original : A Girl of the Limberlost
- Titre français : Cœurs meurtris
- Titres français secondaires : Les Cœurs saignent / Les Cœurs qui saignent
- Réalisation : Christy Cabanne
- Scénario : Adele Comandini, d'après le roman de Gene Stratton-Porter (1909)
- Direction artistique : E.R. Hickson
- Montage : Carl Pierson
- Producteur : W.T. Lackey
- Société de production : W.T. Lackey Productions
- Pays de production :  États-Unis
- Langue : anglais
- Format : Noir et blanc - 35 mm - 1,37:1 - Son mono
- Genre : Drame et romance
- Durée : 76 min
- Dates de sortie : 
  - États-Unis : 15 novembre 1934
  - France : 15 juillet 1938

## Distribution
- Louise Dresser : Katherine Comstock
- Marian Marsh : Elnora Comstock
- Ralph Morgan : Wesley Sinton
- Helen Jerome Eddy : Margaret Sinton
- Edward Nugent : Phillip Ammon
- Henry B. Walthall : Dr. Amon
- Betty Blythe : Mrs. Parker
- Robert Ellis : Frank Comstock
- Barbara Bedford : Elvira Carney
- Gi-Gi Parrish : Edith Carr
- Tommy Bupp : Billy
- Sid Saylor : Pete Carson
- Fern Emmett : Ann